# Денгоф, Каспер
Каспер Денгоф (1 января 1588 — 4 июля 1645, Варшава) — государственный деятель Речи Посполитой, граф (1635) и князь (1637) Священной Римской империи, дворянин и ротмистр королевских рейтаров, воевода дерптский (1627—1634) и серадзский (1634—1645), маршалок двора королевы (1639), староста велюньский, лемборкский, радомсковский, болеславский, сокальский, малощицкий, собовидзский и клоновский.

## Биография
Представитель немецко-балтийского дворянского рода Денгофов герба «Вепрь». Второй сын воеводы дерптского Герарда Денгофа (ум. 1598?) и Маргариты фон Цвайфельн (ум. 1622). Братья — воевода перновский Эрнест Магнус Денгоф (1581—1642), полковник Герман Денгоф (ум. 1620), воевода поморский Герард Денгоф (1590—1648).
Дворянин при дворе польского короля Сигизмунда III Вазы. После своего перехода из кальвинизма в римско-католическую веру получил большое влияние при королевском дворе. Принадлежал к придворной партии. В 1627 году Каспер Денгоф получил должность воеводы дерптского, а в 1634 году был назначен воеводой серадзским. В 1635 году получил титул графа Священной Римской империи.
От имени Владислава IV Вазы воевода серадзский Каспер Денгоф вёл в Вене дипломатические переговоры о женитьбе короля на австрийской эрцгерцогине Цецилии Ренате (1611—1644). В результате переговоров Цецилия Рената, дочь германского императора Фердинанда II Габсбурга, стала женой короля Речи Посполитой Владислава IV Вазы, а Каспер Денгоф в 1637 году получил титул князя Священной Римской империи. В 1639 году был назначен маршалком новой польской королевы Цецилии Ренаты.
Каспер Денгоф много содействовал возвышению рода Денгофов. Построил для себя резиденции в стиле барокко в Уязде и Крушине под Радомско.
Каспер Денгоф построил для себя и своей семьи усыпальницу в священном месте Ясная Гора.
Прадед польского короля Станислава Лещинского.

## Семья и дети
В 1620 году женился на Анне Александре Конецпольской (1600—1651), дочери воеводы подольского и серадзского Александра Конецпольского (1555—1609) и Анны Срожицкой (ум. после 1615). Дети:
- Александр Денгоф (ум. 1671), секретарь королевский, аббат енджеювский (ок. 1644)
- Станислав Денгоф (ум. 1653), староста велюньский и радомсковский
- Зигмунд Денгоф (ум. 1655), кравчий королевы (1650—1654), ротмистр гусарский, староста быдгощский, велюньский, сокальский, болеславский и др.
- Анна Денгоф (1620/1622-1656), жена с 1638 года подканцлера коронного Богуслава Лещинского (1614—1659).